# Гараганка
Гараганка (укр. Гараганка) — правый приток реки Ольховая Говтва, протекающий по Полтавскому району Полтавской области Украины.

## География
Длина — 13 км. Площадь бассейна — 58,7 км².
Река берёт начало северо-восточнее села Елизаветовка. Река течёт на юго-запад. Впадает в реку Ольховая Говтва (на 45-м км от её устья) возле села Андреевка.
Русло слабо-извилистое, на протяжении почти всей длины пересыхает. Есть пруды. Пойма местами заболоченная или занята насаждениями.
Пойма реки среднего течения (непосредственно южнее села Балясовое) находится в границах заказника Балка Гараганка площадью 96,2244 га, созданного 21 октября 2022 года.
Притоки (от истока до устья): нет крупных

## Населённые пункты
Населённые пункты на реке (от истока до устья):
1. Елизаветовка
2. Марченки
3. Поповка
4. Балясное
5. Андреевка